# Kathleen Dawson
Pour les articles homonymes, voir Dawson.
Kathleen Dawson, née le 3 octobre 1997 à Kirkcaldy, est une nageuse britannique. Spécialiste du dos, elle est sacrée championne d'Europe du 100 m dos lors des championnats d'Europe de 2020.

## Carrière
Pour ses débuts internationaux, Kathleen Dawson remporte deux médailles aux championnats d'Europe juniors 2013 : l'argent sur le 50 et le 100 m dos. L'année suivante, elle est la plus jeune membre de l'équipe écossaise aux Jeux du Commonwealth.
Lors des qualifications olympiques britanniques en avril 2021, elle bat deux record d'Écosse — sur le 200 m dos en 2 min 8 s 14 et sur le 100 m dos en 58 s 24 — ce qui lui permet de se qualifier pour les Jeux olympiques d'été de 2020 sur les deux distances. Le 19 mai 2021, elle monte sur la deuxième marche du podium du 50 m dos lors des championnats d'Europe 2020, sa première médaille internationale en quatre ans. Quelques jours plus tard, elle remporte son premier titre majeur en individuel en raflant l'or sur le 100 m dos en 58 s 18, nouveau record des championnats.

## Vie privée
Elle fait ses études à l'Université de Stirling.

## Palmarès

### Championnats d'Europe

#### En grand bassin
- Championnats d'Europe 2016 à Budapest (Hongrie) :
  -  médaille d'or du 4 × 100 m 4 nages
  -  médaille de bronze du 100 m dos
- Championnats d'Europe 2018 à Glasgow (Royaume-Uni) :
  -  médaille de bronze du 4 × 100 m 4 nages

- Championnats d'Europe 2020 à Budapest (Hongrie) :
  -  médaille d'or du 200 m dos
  -  médaille d'or du 4 × 100 m 4 nages
  -  médaille d'argent du 50 m dos

#### Juniors
- Championnats d'Europe juniors 2013 à Poznań (Pologne) :
  -  médaille d'argent du 50 m dos
  -  médaille d'argent du 100 m dos